# Тактильный алфавит

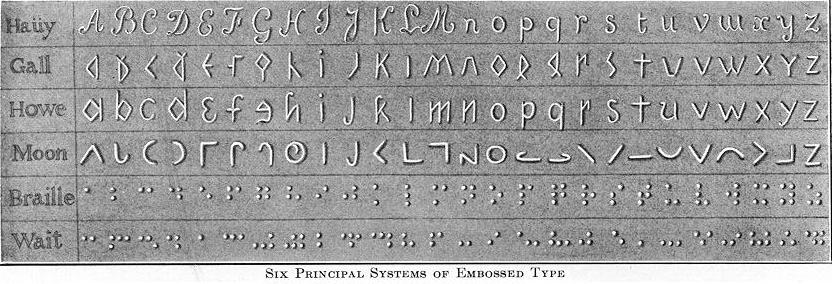
Тактильные алфавиты: Гаюи, Галл, Хауи, Мун, Брайль, Уэйт

Тактильный алфавит — система письма, предназначенная для восприятия слепыми посредством осязания. Наиболее популярной в настоящее время является система Брайля, иногда применяется система Муна. Исторически существовало множество других шрифтов.

## Хронология
Краткая хронология и периодизация основных вех и достижений научно-технического прогресса и человеческой мысли в сфере разработки тактильной письменности и средств для её чтения/написания:

### Добумажная письменность
- IV век — старейший из дошедших до сегодняшнего дня благодаря обнаруженным артефактам тактильный алфавит для слепых был разработан греческим учёным теологом Дидимом-Слепцом, — сначала слушателем, а затем наставником в Александрийской богословской школе (ослепшим в четырёхлетнем возрасте и проживавшим на территории Египта, являвшегося тогда провинцией в составе Римской империи), который наносил символы на информационную поверхность методом резьбы по дереву или по кости[1]. Применяемая технология была схожей по набору операций с методикой создания римлянами информационных табличек из различных материалов (главным образом, римлянами применялись восковые таблички). В качестве носителя информации изобретателем использовалось дерево, кость, металл в форме пластин. Алфавит был разработан учёным для облегчения коммуникации между слепыми и зрячими. Общество того времени не готово было в полной мере оценить степень важности изобретения, вследствие чего технология не нашла широкого распространения и, впоследствии, была утрачена. Использовавшийся учёным алфавит на сегодняшний день в должной степени не воспроизведён и не исследован научно[2].
- 1517 году — испанский изобретатель Франциско Лука из Сарагосы разработал методику резьбы по кости и по дереву латиницей. Из исторической хроники известно, что разработанная им система применялась для обучения слепых детей[2][3].
- 1542 — испанский писатель Педро Мехия[исп.] составил методические рекомендации по использованию табличек типа римских восковых для обучения слепых[3].
- 1554 — итальянский учёный Джероламо Кардано предложил аналогичный идеям Мехии набор рекомендаций[3].
- 1575—1580 — итальянский рационализатор Рампазетто усовершенствовал разработанные Франциском Лукой и предложенные Мейа и Кардано методики. В качестве носителя информации им применялось только дерево, латинские буквы были увеличены в размере по сравнению с исходником[2][3].

## Перечень

### Системы, основанные на рельефномлатинском алфавите
- Система Валентина Гаюи — рельефный латинский алфавит начертания италик;
- «Треугольный алфавит» Джеймса Галла старшего, использующий прописные и строчные латинские буквы своеобразного начертания. Применён в 1826 году при создании первой англоязычной книги для слепых.
- Система Эдмунда Фрая[англ.] — прописные латинские буквы.
- Система Джона Элстона[англ.] — прописные латинские буквы.
- Система Джекоба Снайдера-младшего[англ.] — скруглённые буквы, сходные со шрифтом Гаюи. Использован в публикации 1834 года Евангелия от Марка, первой книги для слепых в США.
- «Алфавит бостонского начертания[англ.]» Самуэля Хауи — , использующий строчные буквы остроугольного начертания, с очевидным влиянием алфавита Галла, но более сходные со стандартным латинским алфавитом.
- «Алфавит филадельфийского начертания[англ.]» Джулиуса Фридландера[англ.], использовавший прописные буквы, похожие на алфавит Элстона и применявшийся в «Учреждении для обучения слепых Пенсильвании»[англ.] в Филадельфии.
- Система Уильяма Чапина[англ.] (также из «Учреждении для обучения слепых Пенсильвании»), совмещавшая строчные буквы бостонского начертания с прописными буквами филадельфийского (использовалась в 1868 году в книгах, изданных Н. Книссом-младшим[англ.]

### Системы, основанные на произвольных символах
- Система Томаса Лукаса, основанная на стенографии и фонетическом письме;
- Система Джеймса Фрира[англ.], похожая на стенографическую систему Лукаса, но использовавшая бустрофедон (чередование направления письма в чётных и нечётных строках);
- Нью-Йоркский точечный алфавит[англ.] — точечный шрифт, созданный Уильямом Уэйтом, который в своё время успешно конкурировал c алфавитом Брайля.